# Kristoffer Sandström
Karl Kristoffer Sandström, född 15 mars 1975 i Lund, är en svensk tidigare handbollsspelare (högernia).
Kristoffer Sandström är fostrad och slog igenom i Lugi HF där han tog sitt första SM-silver 1996. Under karriären har han representerat klubbar som H43 Lund, Team Stavsten/Malmö HK, Stavstens IF och Olympic/Viking HK. I Europa blev det främst spel i HSG Düsseldorf i Tyskland och Barakaldo UPV i Spanien. Han var också en viktig kugge i HK Drott under Magnus Andersson, där han spelade mellan åren 2001 och 2004 och tog ett SM-guld (2002) och ett SM-silver (2003).

## Klubbar
- Lugi HF (–1996)
- H43 Lund (1996–1998)
- Team Stavsten/Malmö HK (1998–2000)
- HSG Düsseldorf (2000–2001)
- HK Drott (2001–2004)
- Barakaldo UPV (2004–2005)
- Olympic/Viking HK (2005–2006)
- Stavstens IF (2006–?)

## Statistik
- A-Landskamper: 5 (11)
- J-Landskamper: 4 (13)
- U-Landskamper: 4